# 岐阜県道189号鵜沼停車場線
岐阜県道189号鵜沼停車場線（ぎふけんどう189ごう うぬまていしゃじょうせん）とは、岐阜県各務原市内にかつて存在した一般県道である。2005年3月29日に廃止され、各務原市に移管された。

## 概要
国道21号からJR高山本線鵜沼駅へのアクセス道路である。わずか130mの短い路線である。

### 路線データ
- 起点：岐阜県各務原市鵜沼山崎町3丁目 鵜沼停車場
- 終点：岐阜県各務原市鵜沼東町6丁目 山崎町交差点（国道21号交点）
- 延長：130m

## 歴史
- 2005年（平成17年）3月29日 - 県道の認定を解除される[1]。

## 地理

### 通過していた自治体
- 岐阜県
  - 各務原市

### 交差していた道路
- 国道21号（各務原市 山崎町交差点）

### 周辺
- 鵜沼駅